# Canchas Mayu
Canchas Mayu (auch: Canchasmayo) ist eine Ortschaft im Departamento Tarija im südamerikanischen Anden-Staat Bolivien.

## Lage im Nahraum
Canchas Mayu ist drittgrößte Ortschaft des Kanton Camacho im Municipio Padcaya in der Provinz Aniceto Arce. Die Ortschaft liegt auf einer Höhe von 2137 m  am rechten, östlichen Ufer des Río Camacho, der 37 Kilometer weiter flussabwärts an der Stadt Valle de Concepción (früher: Uriondo) vorbeifließt und in den Río Guadalquivir mündet, der weiter unterhalb den Namen Río Tarija trägt. 

## Geographie
Canchas Mayu liegt im südlichen Bolivien wenige Kilometer östlich des biologischen Schutzgebietes der Cordillera de Sama im Übergang zum bolivianischen Chaco-Tiefland.
Die mittlere Durchschnittstemperatur der Region liegt bei 13,5 °C (siehe Klimadiagramm Padcaya), die monatlichen Durchschnittswerte schwanken zwischen 9 °C im Juni und Juli und 17 °C im Dezember und Januar. Der Jahresniederschlag beträgt 630 mm, bei einer ausgeprägten Trockenzeit von Mai bis September mit Monatsniederschlägen unter 10 mm, und einer Feuchtezeit von Dezember bis Februar mit Monatsniederschlägen deutlich über 100 mm.

## Verkehrsnetz
Canchas Mayu liegt in einer Entfernung von 69 Straßenkilometern südlich von Tarija, der Hauptstadt des Departamentos.
Von der Tarija aus führt die asphaltierte Nationalstraße Ruta 1 nach Südosten in Richtung auf die Städte Padcaya und Bermejo. Nach siebzehn Kilometern zweigt von der Hauptstraße die asphaltierte Landstraße Ruta 45 nach Westen ab, überquert nach fünf Kilometern das Tal des Río Guadalquivir und erreicht nach drei Kilometern die Ortschaft Valle de Concepción. Von dort führt sie als unbefestigte Landstraße in südwestlicher Richtung Padcaya über Chocloca, und Juntas und Chaguaya nach Abra de San Miguel. Hier zweigt die unbefestigte Ruta 28 nach Westen ab und führt über Cañas nach Canchas Mayu und weiter zur Ortschaft Camacho.

## Bevölkerung
Die  Einwohnerzahl der Ortschaft ist in den vergangenen beiden Jahrzehnten auf weniger als ein Drittel zurückgegangen:
| Jahr | Einwohner | Quelle       |
| ---- | --------- | ------------ |
| 1992 | 433       | Volkszählung |
| 2001 | 253       | Volkszählung |
| 2012 | 133       | Volkszählung |
| 2024 |           | Volkszählung |